# William Threlfall
William Richard Maximilian Hugo Threlfall (* 25. Juni 1888 in Dresden; † 4. April 1949 in Oberwolfach) war ein deutscher Mathematiker, der sich vor allem mit Topologie befasste.

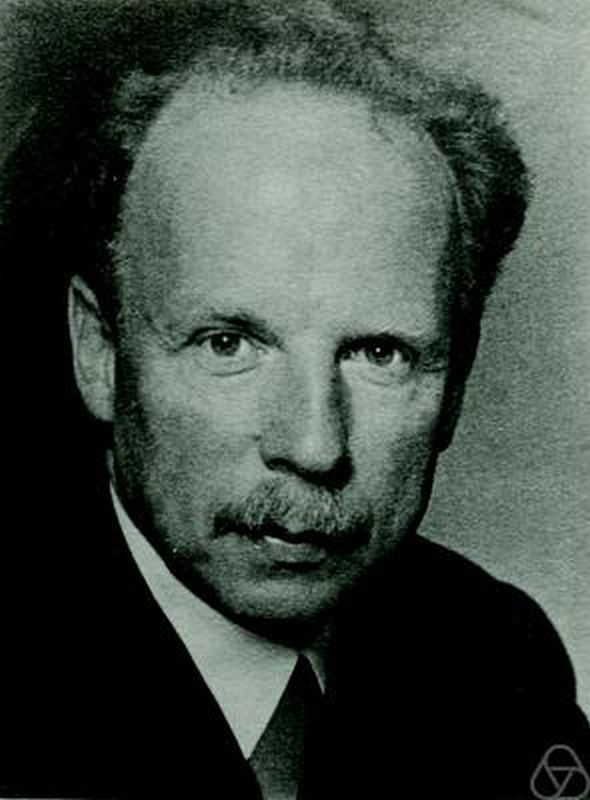
William Threlfall 1936

## Leben und Werk
William Threlfall stammt aus einer Gelehrtenfamilie und war der Sohn eines Engländers und einer Deutschen. Sein Onkel war der bekannte Physiker und Chemiker Sir Richard Threlfall. 
Er studierte von 1910 bis 1914 in Jena und Göttingen, lebte danach lange als Privatgelehrter und promovierte erst 1926 in Leipzig bei Friedrich Levi und Otto Hölder über Regelmäßige Flächenteilung. Im Jahr 1927 habilitierte er sich in an der TH Dresden, wo er auch Privatdozent wurde und Vorlesungen über Topologie hielt. Hier kam es zu der intensiven Zusammenarbeit mit seinem Schüler und engen Freund Herbert Seifert, aus der unter anderem ein noch heute geschätztes Lehrbuch der Topologie hervorging und eines der ersten Bücher über Morse-Theorie.
Von Haus aus wohlhabend war Threlfall auf eine Universitätsstelle nicht angewiesen (in Dresden besaß er ein eigenes Haus). Nach eigenen Worten holte ihn der angewandte Mathematiker Erich Trefftz, der Threlfall überaus schätzte, als seinen Assistenten wieder an die Hochschule. Victor Klemperer schildert ihn in seinen Tagebüchern als „Original“, mit in den 1920er-Jahren stark nationalistischer Einstellung, die aber mit der Machtergreifung der Nationalsozialisten stark abkühlte, und vermutet dem äußeren Schein nach Alkoholismus. 
Im Jahr 1933 wurde er außerordentlicher Professor in Dresden und 1935 in Halle (Saale). Von 1938 bis 1945 war er ordentlicher Professor an der Universität Frankfurt am Main mit einer Beurlaubung während des Zweiten Weltkrieges. 
Während des Zweiten Weltkrieges holte ihn Seifert zu seiner Aerodynamik-Gruppe nach Braunschweig und sicherte ihm auch 1946 eine ordentliche Professur an der Universität Heidelberg. 1947 wurde er in die Heidelberger Akademie der Wissenschaften  aufgenommen. 
Threlfall starb 1949 in Oberwolfach. Noch während des Krieges war er dorthin an das von Wilhelm Süss neu gegründete Mathematische Institut im Schwarzwald mit Seifert vor den zunehmenden Bombenangriffen ausgewichen und danach noch ein paar Jahre geblieben. Er starb, bevor er seine Professur in Heidelberg antreten konnte.

## Werke (Auswahl)
- Gruppenbilder, Abh. Math.-Phys. Kl. Sächs. Akad. Wiss. 41 (6), 1–59, 1932
- Seifert, Threlfall: Lehrbuch der Topologie, Teubner 1934. Scan der englischen Übersetzung (PDF; 7,4 MB)
- Seifert, Threlfall: Variationsrechnung im Großen. Theorie von Marston Morse. [Hamburger Mathematische Einzelschriften 24. Heft]. Leipzig, Teubner, 1938.